# Kohan: Immortal Sovereigns
Kohan: Immortal Sovereigns là tựa game thuộc thể loại chiến lược thời gian thực do hãng TimeGate Studios phát triển. Strategy First đã phát hành tựa game này cho Microsoft Windows ở Bắc Mỹ và Ubisoft ở châu Âu, và còn được Loki Software port sang Linux, đều vào năm 2001. Lấy bối cảnh kỳ ảo cao độ, trò chơi theo chân những sinh vật bất tử tên là Kohan. Game sở hữu phần chiến dịch chơi đơn dài và những màn chơi giao tranh có thể chơi được ở chế độ nhiều người chơi hoặc chống lại AI. Game tập trung vào việc điều khiển đơn vị quân cấp đại đội thay vì là những người lính riêng lẻ, một cơ chế được giới phê bình ca ngợi vì đã loại bỏ công việc quản lý vi mô. Phần tiếp theo mang tên Kohan II: Kings of War được phát hành vào năm 2004.

## Lối chơi
Nền kinh tế trong game có năm nguồn tài nguyên, trong đó vàng là nguồn tài nguyên duy nhất có thể tích trữ và được xem là quan trọng nhất. Bốn nguồn tài nguyên thứ cấp bao gồm đá, gỗ, sắt và mana được dùng để hỗ trợ quân đội; nếu sản lượng của chúng không đủ, thu nhập từ vàng sẽ bị sụt giảm sao cho phù hợp với nguồn lực của người chơi. Tài nguyên này được sản xuất tại những khu định cư hoặc hầm mỏ của người chơi; hầm mỏ chỉ có thể đặt tại vị trí được xác định trước. Khu định cư có một số ô để một trong tám thành phần chiếm giữ; mỗi ô sản xuất một nguồn tài nguyên cụ thể hoặc mang lại lợi ích khác cho khu định cư. Khu định cư cũng xác định sự yểm trợ giới hạn, hiển thị số lượng đại đội mà người chơi có thể yểm trợ.
Đơn vị quân sự chính trong Kohan là đại đội. Mỗi đại đội do một Đội trưởng chỉ huy, có bốn đơn vị tiền tuyến và có thể có tối đa hai đơn vị yểm trợ khác nhau. Những đơn vị quân có sẵn để lập thành đại đội phụ thuộc vào thành phần trong khu định cư đang tuyển mộ đại đội này. Đối với mỗi đại đội, chi phí tuyển mộ phải được trả bằng vàng; hơn nữa, mỗi đơn vị quân trong đại đội cần một lượng tài nguyên thứ cấp nhất định để tự mình yểm trợ. Đại đội được xác định dựa theo kinh nghiệm, tinh thần và đội hình. Đơn vị quân yểm trợ của đại đội và Kohan có thể cung cấp bộ công cụ sửa đổi bổ sung, ảnh hưởng đến sức tấn công, tốc độ di chuyển, phòng thủ và các yếu tố khác. Khi một đại đội tham chiến thì mỗi đơn vị quân sẽ chiến đấu riêng lẻ. Chỉ cần một đơn vị quân duy nhất sống sót sau trận chiến thì sau cùng đại đội này có thể hồi phục lại toàn bộ nguồn lực.
Đơn vị quân trong Kohan được chia thành sáu loại: bộ binh, kỵ binh, cung thủ, đặc nhiệm, yểm trợ và yếu tố Anh hùng. Bốn loại đầu tiên có thể là cả quân tiền tuyến và quân yểm trợ, trong khi loại thứ năm chỉ có thể chiếm ô đơn vị quân yểm trợ. Loại thứ sáu đại diện cho Kohan, là những đơn vị quân mạnh nhất và chỉ có thể được đưa vào ô Đội trưởng. Mỗi Kohan có thể cung cấp một số công cụ sửa đổi và niệm chú vài loại bùa phép. Kohan có một chỉ số kinh nghiệm riêng biệt với kinh nghiệm của các đại đội, ảnh hưởng đến khả năng của họ. Nếu Kohan tử trận thì có thể được hồi sinh nhưng sẽ mất hết kinh nghiệm. Nếu không có Kohan nào khả dụng, Đội trưởng không có bất kỳ khả năng đặc biệt nào sẽ nắm quyền chỉ huy đại đội này. Kohan có thể tách rời và gắn vào đại đội bất cứ lúc nào nếu đại đội này đang trong tình trạng tiếp tế.
Một yếu tố quan trọng trong Kohan là ba vùng: Vùng Kiểm soát (ZoC), Vùng Tiếp tế (ZoS) và Vùng Dân cư (ZoP). Mỗi đại đội có một ZoC dựa trên đội hình. Nếu ZoC của đại đội chồng chéo với ZoC của đại đội đối phương thì họ sẽ tham chiến. ZoS là khu vực mà đại đội được phép chữa trị; do chính khu định cư cung cấp, trừ khi khu định cư đó đang bị quân địch vây hãm, và dựa trên quy mô và thành phần của khu định cư. Nếu ZoC của đại đội này chồng chéo với ZoS của quân bạn thì đại đội này được coi là "đang tiếp tế" và sẽ được chữa trị khi không tham chiến. Mỗi khu định cư cũng có một ZoP, đại diện cho các vùng đất đã có người ở. Người chơi phải xây khu định cư mới nằm bên ngoài ZoP.

## Đón nhận
Game nhận được "đánh giá nhìn chung đều mang tính tích cực" theo trang web tổng hợp đánh giá Metacritic. Trò chơi này được nhiều người khen ngợi vì đã loại bỏ phần lớn việc quản lý vi mô vốn có trong dòng game chiến lược thời gian thực đồng thời giới thiệu những khái niệm mới cho thể loại này, cũng như cơ chế hỗ trợ nhiều người chơi và đối thủ AI mạnh. Game bị chỉ trích vì thế giới hơi tẻ nhạt và "không có khả năng tạo ra bầu không khí đặc biệt". John Lee của tờ tạp chí NextGen nói về tựa game này như sau, "Sự đổi mới và tính đơn giản là những đặc điểm tuyệt vời ở đây, và ngay cả khi bạn đã từng thấy tất cả những điều này trước đây, thì đây vẫn là một chuyến đi khá thú vị".
Viện Hàn lâm Khoa học và Nghệ thuật Tương tác từng đề cử Kohan cho giải thưởng "Game Chiến Lược PC" năm 2002, dù sau cùng giải này đã thuộc về Civilization III. Tuy nhiên, tựa game này rốt cuộc cũng giành được giải thưởng "Best Real-Time Strategy Game" của PC Gamer US và "Best Strategy Game" của Computer Gaming World năm đó, và còn được Computer Games Magazine và GamePen vinh danh là game chiến lược thời gian thực hay nhất năm 2001. Đội ngũ của PC Gamer, Computer Gaming World và Computer Games Magazine đều ra sức ca ngợi chiều sâu mang tính chiến lược gia tăng của trò chơi so với các tựa game chiến lược thời gian thực khác; ấn phẩm sau cùng lưu ý rằng Kohan "đưa 'chiến lược' trở lại (nếu nó thực sự tồn tại ngay từ đầu) vào chiến lược thời gian thực". Game được đề cử giải "Best Artificial Intelligence", "Most Innovative Game", "Best Single-Player Strategy Game" và "Best Multiplayer Strategy Game" tại Giải Hay nhất và Tệ nhất năm 2001 của GameSpot, lần lượt được trao cho Black & White, Shattered Galaxy (hai lần) và Civilization III.

## Mở rộng
Kohan: Ahriman's Gift (còn gọi là Kohan: Battles of Ahriman ở châu Âu) là bản mở rộng độc lập dành cho Kohan được phát hành vào tháng 11 năm 2001. Game cho phép chơi theo góc nhìn của phe ác, khi giao cho người chơi quyền chỉ huy đội quân Undead và Shadowbeasts. Bản mở rộng này giới thiệu AI được cải thiện, đơn vị quân mới và ba phần chiến dịch mới, cũng như một số bản đồ và chế độ nhiều người chơi mới. Tuy vậy, phiên bản này bị chỉ trích vì không mang đủ tính năng mới để bù đắp cho giá thành của game.
Chiến dịch chính của Ahriman's Gift đóng vai trò là phần tiền truyện của tựa game gốc với góc nhìn từ Ceyah Kohan độc ác do người hùng Mistress Vashti, tên gọi trước đây là Roxanna Javidan, vợ của Darius Javidan, nhân vật chính trong bản game gốc nắm quyền chỉ huy. The Quest for Darius kể về câu chuyện của Ilyana Aswan và đội quân thân tín khi cô phải chống chọi với thời gian và thế lực tà ác hòng lấy lại bùa hộ mệnh của Darius Javidan, trong khi chiến dịch Slaanri có sự góp mặt của người hùng Slaanri mới thức tỉnh tên gọi Slyy's Stok khi anh phải vật lộn nhằm hồi tưởng lại quá khứ của mình và đoàn kết các bộ tộc dưới quyền chống lại thế lực thù địch vô danh.

### Đón nhận
Theo Metacritic, Ahriman's Gift nhận được "những đánh giá nhìn chung đều mang tính tích cực", mặc dù ít hơn so với bản Kohan gốc.

## Port và phần tiếp theo
Game này được hãng Loki Software port sang Linux rồi cho ra mắt người chơi vào ngày 24 tháng 8 năm 2001. Phiên bản đặc biệt được phát hành vào tháng 5 năm 2002, gồm có anh hùng, màn chơi và tùy chọn AI mới, nhưng không có bản mở rộng. Bộ công cụ mod Kohan ra mắt vào ngày 17 tháng 6 năm 2002. Phần tiếp theo mang tên Kohan II: Kings of War được phát hành vào năm 2004. Bản tổng hợp Kohan Warchest, là phiên bản tải xuống gộp cả ba bản Kohan là Immortal Sovereigns, Ahriman's Gift và Kings of War. Bản này do Impulse phát hành vào tháng 1 năm 2011 và Steam vào tháng 8 năm 2011.